# Пожар в Красноярске (1881)
17 (29) апреля 1881 года в Красноярске вспыхнул крупный пожар, почти полностью уничтоживший центральную часть города.

## Предыстория
До событий 1881 года Красноярск пережил три опустошающих пожара в 1735 и 1773 годах. Первая попытка организовать службу для борьбы с пожарами была предпринята в 1812 году. На Невьянском заводе Пермской губернии была приобретена первая пожарная машина. В 1834 году был создан временный Комитет во главе с енисейским губернатором Иваном Гавриловичем Ковалёвым по изысканию средств на устройство полиции и пожарной части при ней. Во дворе городской управы повесили колокол для оповещения населения в случае пожара. Только в 1856 году была образована пожарная полицейская часть. 4 января 1880 года утверждено Красноярское вольно-пожарное общество (ВПО), команда которой к 1881 году составляла 215 человек.

## Пожар
Пожар начался в пятницу, 17 апреля 1881 года, на пасхальной неделе, в восемь часов вечера. Известный японский путешественник Эдмон Катто, пребывавший в городе, рассказывал, что пожар вспыхнул от спички пьяного кучера. Загорелся сеновал во дворе дома Евстигнея Ивановича Потехина, расположенного во второй части города по Гимназическому переулку (ныне улица Вейнбаума) между Благовещенской и Большекачинской улицами (ныне улицы Ленина и Ады Лебедевой). Затем пожар перекинулся на соседние дома и постройки. За считанные минуты он охватил несколько десятков домов. Распространению пожара способствовала буря, начавшаяся днём и продолжавшаяся всю ночь. В девять часов набатный колокол оповестил жителей о бедствии. Слабая пожарная команда оказалась бессильна, для тушения не хватало воды (мешал лёд на Енисее, а обрывистые берега Качи не были оборудованы взвозами для спуска пожарного обоза). Кроме того, в городе не было водопровода, доступ к немногим имеющимся колодцам был отрезан пламенем. Во втором часу ночи пошёл дождь, и пожар начал утихать. Окончился он утром 18 апреля, когда уже нечему было гореть.
Огромное количество жителей осталось без крова. Сгорело 15 кварталов — около 40 каменных и 400 деревянных домов, несколько человек погибло, многие попали в больницы. Дом Потехина, где и начался пожар, остался невредим и сохранился до наших дней. Сгорели улицы, начиная с Больничного переулка: Большая, Узенькая, Песочная и часть Большекаченской. От деревянных домов остались только обгоревшие брёвна и трубы. Были уничтожены женская и мужская гимназии, ремесленное училище, приют, окружной суд, контрольная палата, губернское и полицейское управления, экспедиция, типография, квартиры губернатора, множество магазинов и лавок. Сгорели три водяные мельницы, 12 кожевенных заводов, четыре мыловарни, 16 кузниц и около тысячи нежилых построек. Также сгорело здание банка, однако хранившиеся внутри деньги удалось спасти. Покровскую церковь за малыми повреждениями удалось спасти. Благовещенская церковь также сохранилась.

## Реакция
После пожара город получил 10 тысяч рублей от Александра III, 3 тысячи рублей от императрицы Марии Фёдоровны, государственное казначейство переслало 6 тысяч рублей. Денежные переводы приходили от московских и петербургских журналистов, губернаторов Томска, Иркутска, Читы. Всего поступило пожертвований на сумму в 132 492 рубля. Красноярская городская дума на заседании 21 апреля учредила Комитет по раздаче пособий погорельцам города Красноярска в составе 20 человек, из представителей всех сословий города. Комитетом были составлены списки всех погорельцев, которых разнесли по четырём разрядам в зависимости от суммы потерь. Проводилась оценочная стоимость сгоревшего имущества. Так, погорелец третьего разряда, мог получить 50 рублей; за незастрахованные дома деньги не выплачивались. Некоторым просителям получили отказ за «состоятельность» или по другим причинам. Городская дума издала постановление о строительстве по Воскресенской улице только каменных домов. По неполным данным ущерб, причинённый пожаром, оценивался более чем в пять миллионов рублей.
После пожара 1881 года многие члены ВПО отказались платить членские взносы, сократились пожертвования. В начале 1883 года Общество осталось без средств, а к 1 ноября почти прекратило свою деятельность. В 1899 году Общество было возрождено.
Красноярск восстанавливался в течение пяти лет, однако отпечаток пожара был заметен ещё долго. Строителей не хватало, повысились цены на лес. Вскоре приняты новые пожарные правила. Запрещалось ходить с зажжённой лучиной или свечой, без фонаря, во дворах, амбарах, погребах. Нельзя было курить табак в деревянных лавках, на мостовых, в особенности в ночное время, бросать непогашенные сигары или папиросы. В случае пожара каждый домовладелец обязан был явиться к месту происшествия с багром или вёдрами. Правила были обязательными, но на деле часто жителями домов не выполнялись и особо не контролировались.
Пожар способствовал появлению в Красноярске водопровода. После нескольких тщетных попыток купцов организовать его, строительство водопровода всё же было начато в 1912 году. Первая линия водопровода запущена 14 сентября 1913 года.